# أوليغ أرتيمييف
أوليغ أرتيمييف ( مواليد 28 ديسمبر 1970) هو رائد فضاء روسي في وكالة الفضاء الاتحادية الروسية.